# 9-j симбол
Вигнеров 9-j симбол дефинисао је Еуген Вигнер као суму преко 6-j симбола:
{\displaystyle {\begin{Bmatrix}j_{1}&j_{2}&j_{3}\\j_{4}&j_{5}&j_{6}\\j_{7}&j_{8}&j_{9}\end{Bmatrix}}=\sum _{x}(-1)^{2x}(2x+1){\begin{Bmatrix}j_{1}&j_{4}&j_{7}\\j_{8}&j_{9}&x\end{Bmatrix}}{\begin{Bmatrix}j_{2}&j_{5}&j_{8}\\j_{4}&x&j_{6}\end{Bmatrix}}{\begin{Bmatrix}j_{3}&j_{6}&j_{9}\\x&j_{1}&j_{2}\end{Bmatrix}}}.

## Везање угаоних момената
Везањем два угаона момента добијају се Клебш-Горданови коефицијенти. Три угаона момента можемо да вежемо на неколико начина. Четири угаона момента можемо да вежемо исто тако на више начина. Нпр. {\displaystyle \mathbf {j} _{1}},
{\displaystyle \mathbf {j} _{2}}, {\displaystyle \mathbf {j} _{4}} и{\displaystyle \mathbf {j} _{5}} могу да се вежу тако да најпре вежемо
{\displaystyle \mathbf {j} _{1}+\mathbf {j} _{2}=\mathbf {j} _{3}} и
{\displaystyle \mathbf {j} _{4}+\mathbf {j} _{5}=\mathbf {j} _{6}}
а онда:
{\displaystyle \mathbf {j} _{3}+\mathbf {j} _{6}=\mathbf {j} _{9}}
Ми то пишемо у скраћеном облику као:
{\displaystyle |((j_{1}j_{2})j_{3},(j_{4}j_{5})j_{6})j_{9}m_{9}\rangle .}
Други начин да се вежу 4 угаона момента је:
{\displaystyle \mathbf {j} _{1}+\mathbf {j} _{4}=\mathbf {j} _{7}} и
{\displaystyle \mathbf {j} _{2}+\mathbf {j} _{5}=\mathbf {j} _{8}}
а онда:
{\displaystyle \mathbf {j} _{7}+\mathbf {j} _{8}=\mathbf {j} _{9}}
односно у скраћеном облику:
{\displaystyle |((j_{1}j_{4})j_{7},(j_{2}j_{5})j_{8})j_{9}m_{9}\rangle .}
Трансформација између два облика је:
{\displaystyle |((j_{1}j_{4})j_{7},(j_{2}j_{5})j_{8})j_{9}m_{9}\rangle =}
{\displaystyle \sum _{j_{3}}\sum _{j6}|((j_{1}j_{2})j_{3},(j_{4}j_{5})j_{6})j_{9}m_{9}\rangle \langle ((j_{1}j_{2})j_{3},(j_{4}j_{5})j_{6})j_{9}|((j_{1}j_{4})j_{7},(j_{2}j_{5})j_{8})j_{9}\rangle .}
При томе 9-j симбол симбол може да се дефинише као:
{\displaystyle [(2j_{3}+1)(2j_{6}+1)(2j_{7}+1)(2j_{8}+1)]^{\frac {1}{2}}{\begin{Bmatrix}j_{1}&j_{2}&j_{3}\\j_{4}&j_{5}&j_{6}\\j_{7}&j_{8}&j_{9}\end{Bmatrix}}=}
{\displaystyle \langle ((j_{1}j_{2})j_{3},(j_{4}j_{5})j_{6})j_{9}|((j_{1}j_{4})j_{7},(j_{2}j_{5})j_{8})j_{9}\rangle .}

## Ортогоналност
9-j симболи задовољавају релацију ортогоналности:
{\displaystyle \sum _{j_{7}j_{8}}(2j_{7}+1)(2j_{8}+1){\begin{Bmatrix}j_{1}&j_{2}&j_{3}\\j_{4}&j_{5}&j_{6}\\j_{7}&j_{8}&j_{9}\end{Bmatrix}}{\begin{Bmatrix}j_{1}&j_{2}&j_{3}'\\j_{4}&j_{5}&j_{6}'\\j_{7}&j_{8}&j_{9}\end{Bmatrix}}={\frac {\delta _{j_{3}j_{3}'}\delta _{j_{6}j_{6}'}\Delta (j_{1}j_{2}j_{3})\Delta (j_{4}j_{5}j_{6})\Delta (j_{3}j_{6}j_{9})}{(2j_{3}+1)(2j_{6}+1)}}.}
где је:
{\displaystyle \Delta (a,b,c)=[(a+b-c)!(a-b+c)!(-a+b+c)!/(a+b+c+1)!]^{1/2}}

## Симетрије
Вигнеров 9-j симбол је инваријантан на рефлексије око дијагонале:
{\displaystyle {\begin{Bmatrix}j_{1}&j_{2}&j_{3}\\j_{4}&j_{5}&j_{6}\\j_{7}&j_{8}&j_{9}\end{Bmatrix}}={\begin{Bmatrix}j_{1}&j_{4}&j_{7}\\j_{2}&j_{5}&j_{8}\\j_{3}&j_{6}&j_{9}\end{Bmatrix}}={\begin{Bmatrix}j_{9}&j_{6}&j_{3}\\j_{8}&j_{5}&j_{2}\\j_{7}&j_{4}&j_{1}\end{Bmatrix}}.}
Ако се пермутирају било која два реда или две колоне :
{\displaystyle {\begin{Bmatrix}j_{1}&j_{2}&j_{3}\\j_{4}&j_{5}&j_{6}\\j_{7}&j_{8}&j_{9}\end{Bmatrix}}=(-1)^{S}{\begin{Bmatrix}j_{4}&j_{5}&j_{6}\\j_{1}&j_{2}&j_{3}\\j_{7}&j_{8}&j_{9}\end{Bmatrix}}=(-1)^{S}{\begin{Bmatrix}j_{2}&j_{1}&j_{3}\\j_{5}&j_{4}&j_{6}\\j_{8}&j_{7}&j_{9}\end{Bmatrix}}.}
тада се множи фазним фактором {\displaystyle (-1)^{S}}, где је {\displaystyle S=\sum _{i=1}^{9}j_{i}.}

## Специјални случај
За {\displaystyle j_{9}=0} 9-j симбол пропорционалан је 6-j симболу:
{\displaystyle {\begin{Bmatrix}j_{1}&j_{2}&j_{3}\\j_{4}&j_{5}&j_{6}\\j_{7}&j_{8}&0\end{Bmatrix}}={\frac {\delta _{j_{3},j_{6}}\delta _{j_{7},j_{8}}}{\sqrt {(2j_{3}+1)(2j_{7}+1)}}}(-1)^{j_{2}+j_{3}+j_{4}+j_{7}}{\begin{Bmatrix}j_{1}&j_{2}&j_{3}\\j_{5}&j_{4}&j_{7}\end{Bmatrix}}.}

## Суме
{\displaystyle \sum _{j_{13}\,j_{24}}(-1)^{2j_{2}+j_{24}+j_{23}-j_{34}}(2j_{13}+1)(2j_{24}+1){\begin{Bmatrix}j_{1}&j_{2}&j_{12}\\j_{3}&j_{4}&j_{34}\\j_{13}&j_{24}&j\end{Bmatrix}}{\begin{Bmatrix}j_{1}&j_{3}&j_{13}\\j_{4}&j_{2}&j_{24}\\j_{14}&j_{23}&j\end{Bmatrix}}={\begin{Bmatrix}j_{1}&j_{2}&j_{12}\\j_{4}&j_{3}&j_{34}\\j_{14}&j_{23}&j\end{Bmatrix}}.}